# 1994년 해태 타이거즈 시즌
1994년 해태 타이거즈 시즌은 해태 타이거즈가 KBO 리그에 참가한 13번째 시즌으로 김응용 감독이 팀을 이끈 12번째 시즌이다. 팀은 정규시즌 공동 3위로 포스트시즌에 진출했다. 이후 준플레이오프에서 한화 이글스에게 무승 2패로 지며 탈락해 최종 순위는 4위가 되었는데 주전포수 정회열이 부상으로 결장한 것이 컸고 1992년 17선발승(윤학길과 공동 1위)으로 역대 단일시즌 언더스로 최다 선발승 신기록을 세운 이강철이 전년도 연봉파동에 따른 구위 상실 탓인지 이 해까지 2년 연속 9선발승에 머물렀으며 좌타자 보강을 위해 LG에서 영입한 김상훈이 대만 전지훈련 도중  홈에 뛰어들다 상대 포수와 충돌하여 오른쪽 어깨를 다친 탓인지 부진을 면치 못한 데 이어 김성한도 노쇠해 이건열이 1루를 지킨 데다 2루수에서 3루수로 변경한  홍현우가 3루수 최다실책(21개)을 기록한 데 이어 2루수 자리에서도 취약점을 드러냈다. 

## 타이틀
- KBO MVP: 이종범
- KBO 골든글러브: 이종범 (유격수)
- 스타뉴스 선정 레전드 올스타: 이종범 (유격수)
- 올스타 선발: 선동열 (투수), 이종범 (유격수), 홍현우 (3루수), 이순철 (외야수)
- 올스타전 추천선수: 조계현, 정회열, 이병훈
- 컴투스프로야구 레전드 카드: 이종범
- 컴투스프로야구 KBO 베스트 라인업: 이종범 (유격수)
- 컴투스프로야구 KIA 타이거즈 베스트 라인업: 이종범 (유격수)
- 컴투스프로야구 내일은 MVP 라인업: 이종범 (유격수)
- 컴투스프로야구 나때는 말이야 라인업: 조계현 (중계투수)
- 컴투스프로야구 90년대 올스타: 이종범 (유격수)
- 컴투스프로야구 90년대 해태 타이거즈 라인업: 이종범 (유격수)
- WAR: 이종범 (11.83)
- 공격 WAR: 이종범 (10.39)
- 출장(타자): 홍현우 (126)
- 타수: 이종범 (499)
- 득점: 이종범 (113)
- 안타: 이종범 (196)
- 루타: 이종범 (290)
- 도루: 이종범 (84)
- 고의4구: 이종범 (14)
- 타율: 이종범 (0.393)
- 출루율: 이종범 (0.452)
- OPS: 이종범 (1.033)
- 완투: 조계현 (14)
- 완봉: 조계현 (5)
- 다승: 조계현 (18)

### 퓨처스리그
- 남부리그 1루타: 양회열 (25)
- 남부리그 4사구: 김태동 (20)
- 다승: 최재영 (6)
- 세이브: 이우혁 (3)
- 이닝: 최재영 (73.2)
- 탈삼진: 최재영 (56)

## 선수단
- 선발투수 : 조계현, 이강철, 김정수, 이대진
- 구원투수 : 강태원, 이재만, 이우혁, 강대성, 문희수
- 마무리투수 : 선동열, 송유석, 최재영, 김봉영, 양승철, 이호준
- 포수 : 정회열, 박병호, 최해식, 지윤석, 김지영, 장채근
- 1루수 : 김성한, 김상훈
- 2루수 : 이경복, 전성철, 송인호
- 유격수 : 이종범
- 3루수 : 홍현우, 양회열
- 좌익수 : 이호성
- 중견수 : 이순철, 김병조
- 우익수 : 이병훈, 박재용
- 지명타자 : 정성룡, 이건열, 김재덕, 김태동, 김신, 구한성, 유진우, 박재벌, 배훈

## 특이 사항
- 이호준은 이 시즌 1군에 데뷔하여 KBO 리그 역대 1군 출전 선수 중 첫 호남대학교 출신 투수가 되었으나, 이후 타자로 전향했다.
- 이종범은 전반기 57도루로 KBO 리그 단일 시즌 전반기 최다 기록을 세웠다.
- 이종범은 이 시즌 쌍방울 레이더스와의 경기에서 32안타를 기록하여 단일 시즌 쌍방울 레이더스와의 경기에서 최다 안타를 기록한 선수가 되었다.
- 이종범은 단일 시즌 최다 도루(84), 최고 WAR(11.83)을 기록했으며, KBO 리그 사상 최초로 유격수 타율왕에 올랐다.
- 이종범은 KBO 리그 사상 최초로 단일 시즌 WAR 10을 넘겼고, 공격 WAR도 10을 넘겼다.
- 전성철은 이 시즌 WAR -1.11에 그쳐 KBO 리그 역대 용병 2루수 중 단일 시즌 최저 기록을 세웠다.
- 조계현은 이 시즌 쌍방울 레이더스와의 경기에서 54.2이닝을 투구하여 단일 시즌 쌍방울 레이더스와의 경기에서 최다 이닝을 기록한 선수가 되었다.
- 이호준은 이 시즌 쌍방울 레이더스와의 경기에서 0이닝 1실점을 기록하여 단일 시즌 쌍방울 레이더스와의 경기에서 최고 평균자책점을 기록한 선수가 되었다.
- 강태원은 KBO 퓨처스리그에서 28이닝만 소화하고도 KBO 퓨처스리그 규정 이닝을 채워 KBO 퓨처스리그 사상 단일 시즌 가장 적은 이닝으로 규정 이닝을 채운 투수가 되었다. 이듬해부터 KBO 퓨처스리그 시즌 당 경기 수가 많아지게 됨에 따라 강태원은 앞으로도 계속 이 기록을 갖고 있을 가능성이 높다.